# ルプレヒト・カール大学ハイデルベルク
ルプレヒト・カール大学ハイデルベルク（ルプレヒト・カールだいがくハイデルベルク、ドイツ語：Ruprecht-Karls-Universität Heidelberg、ラテン語： Universitas Ruperto Carola Heidelbergensis）は、ドイツ・バーデン＝ヴュルテンベルク州ハイデルベルクにある総合大学。1386年創立でドイツ最古の大学。通称はハイデルベルク大学。

## 概要
神聖ローマ帝国内で、プラハ・カレル大学、ウィーン大学に次ぐ3番目として、1386年にプファルツ選帝侯ループレヒト1世により、パリの有力な教授でその学長をもつとめたマルシリウス・フォン・インゲーンの参画によって創立された。大学創立は教会大分裂（ 1378年－1417年）と関係がある。教会大分裂がはじまると、パリ大学が分裂してアヴィニョン派が優勢になり、ローマ派のドイツ人学徒がパリを退去してハイデルベルク、ケルン、エアフルトにやって来た。これがきっかけとなって3大学が生まれた。特許状は3大学ともにローマの教皇ウルバヌス6世から与えられた。1803年、ハイデルベルクを領有したバーデン大公カール・フリードリヒにより、現在の名前に改められた。
ドイツ連邦政府のエクセレンス・イニシアティブ（Exzellenzinitiative）計画で11エリート大学のひとつに指定され、またヨーロッパ研究大学連盟（LERU）及びコインブラ・グループの創立メンバーである。 2019年10月現在、大学ゆかりのノーベル賞受賞者は33人。世界トップレベル、国内最高水準の教育と研究力を誇る名門大学。人文科学では、著名な教授が数多くここで教鞭をとった。哲学史家のクノー・フィッシャー、ヴィルヘルム・ヴィンデルバント、哲学のゲオルク・ヴィルヘルム・フリードリヒ・ヘーゲル、社会学のマックス・ヴェーバー、文芸学のフリードリヒ・グンドルフ、社会哲学のユルゲン・ハーバーマス、精神病理学からのち哲学に転じたカール・ヤスパースなど。日本人初となる客員教授は竹森満佐一。
ナチス・ドイツ時代にはドイツの大学で初めて全てのユダヤ人教授と学生を排除し、図書館前の広場では焚書が行われた。
大学は街全体に広がり、大学街を形成している。３つのキャンパスを擁する。街自体が著名な観光地であり、大学の「赤い雄牛」亭、学生寮なども観光地となっている。
また、マイアー・フェルスターという作家の戯曲「アルト・ハイデルベルク」の舞台となった大学としても有名である。

## 組織

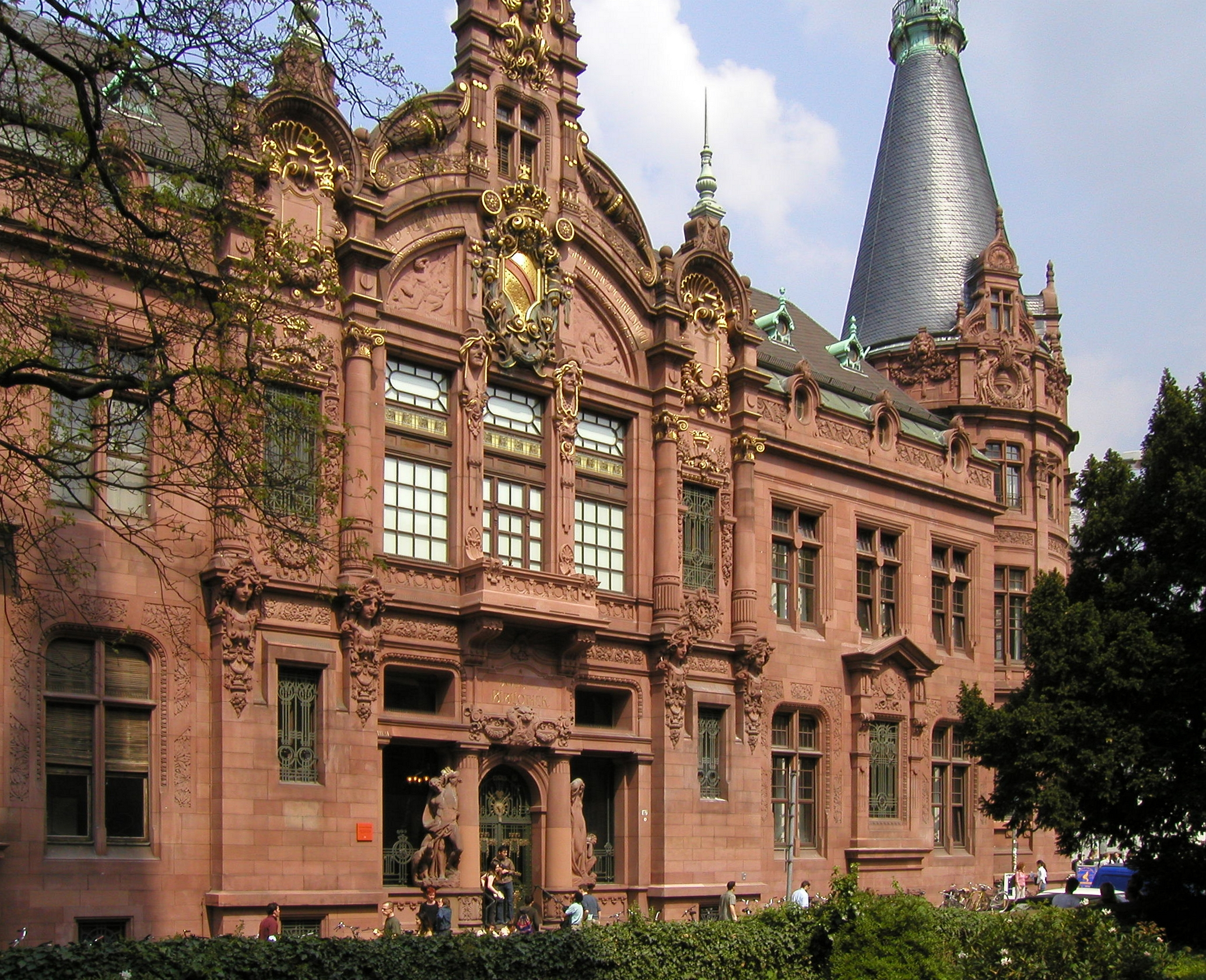
ハイデルベルク大学 図書館

創設当初は、法学・医学・神学・哲学の４学部であった。大学は13学部から構成され、多数のフィールド、学科、研究所から成る。

### 学部
13の学部から構成され、更にその中にフィールド、学科、研究所が含まれている。ボローニャ・プロセスによりヨーロッパの新学位基準に応じ、現在、殆どの学部では学士・修士・博士の学位を授与している。法学・医・歯・薬の学士課程では、例外的にバーデン・ビュルテンベルク州実施の修士レベルの国家試験（Staatsexamen）を受験して卒業する（弁護士、医師、歯科医師、薬剤師）。

#### 数学・工学・理学系学部
- 数学・情報学部（Fakultät für Mathematik und Informatik、英: Faculty of Mathematics and Computer Science）

- 物理・天文学部（Fakultät für Physik und Astronomie、英: Faculty of Physics and Astronomy）
- 化学・地球科学部（Fakultät für Chemie und Geowissenschaften、英: Faculty of Chemistry and Earth Sciences）
- 生命科学部（Fakultät für Biowissenschaften、英: Faculty of Biosciences）
- 工学部（Fakultät für Ingenieurswissenschaften、英: Faculty of Engineering Sciences）

#### 教養・神学系学部
- 神学部（Theologische Fakultät、英: Faculty of Theology）
- 哲学部（Philosophische Fakultät、英: Faculty of Philosophy）
- 近代文献学部（Neuphilologische Fakultät、英: Faculty of Modern Languages）

#### 法学・経済学・社会科学系学部
- 法学部（Juristische Fakultät、英: Faculty of Law）
- 経済学・社会科学部（Fakultät für Wirtschafts- und Sozialwissenschaften、英: Faculty of Economics and Social Sciences）
- 行動科学・実証的文化学部（Fakultät für Verhaltens- und Empirische Kulturwissenschaften、英: Faculty of Behavioural and Cultural Studies）

#### 医学系学部
- ハイデルベルグ医学部（Medizinische Fakultät Heidelberg、英: Medical Faculty Heidelberg）
- マンハイム医学部（Medizinische Fakultät Mannheim、英: Medical Faculty Mannheim）

### 関連機関
- ハイデルベルクアメリカ研究センター（Heidelberg Center for American Studies）
- ハイデルベルク国際紛争研究所（Heidelberg Institute for International Conflict Research,）
- ハイデルベルク州立天文台（Heidelberg State Observatory）
- ハイデルベルク大学病院（University Hospital Heidelberg）
- マンハイム精神保健中央研究所（Central Institute of Mental Health Mannheim）
- マンハイム大学病院（University Hospital Mannheim）
- 高齢化研究ネットワーク（Network for Research on Ageing）

## キャンパス
ハイデルベルク（Heidelberg）は、人口約14万人の都市である。ライン・ネッカー・トライアングルと呼ばれるヨーロッパの大都市圏に位置し、ハイデルベルク、マンハイム、ルートヴィヒスハーフェンなどの近隣都市と周辺の小さな町からなる約240万人の人口を擁している。ハイデルベルクはロマン主義の発祥の地として知られ、旧市街や城はドイツで最も多くの観光客が訪れる観光地の一つで、その歩行者天国は、周辺地域やその周辺地域のショッピングやナイトライフの中心となっている。

### 旧市街キャンパス

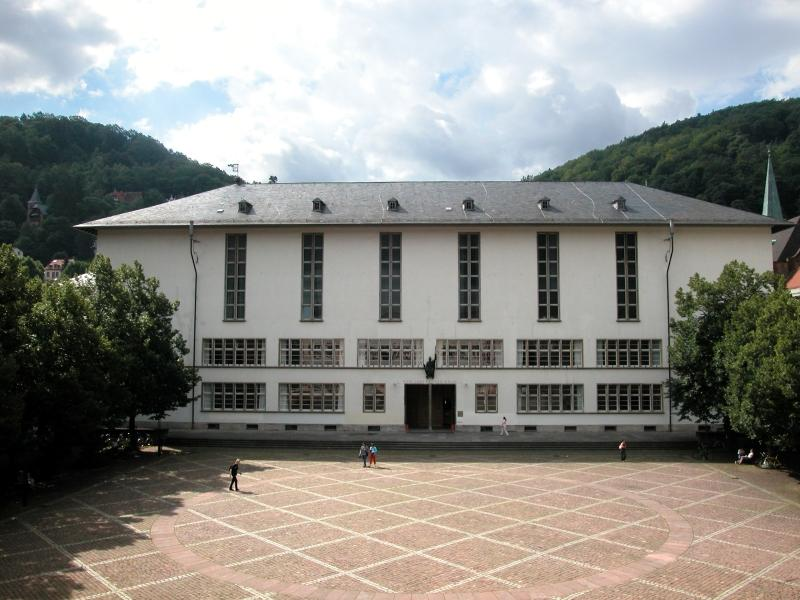
「旧大学」から眺める「新大学」。2005年撮影。

旧市街キャンパスの中心地は、いわゆる「新大学」である。1931年に正式に開校したこの「新大学」は、大学広場の歩行者ゾーンに位置し、大学図書館や主要な管理棟のすぐ近くにある。「新大学」の建設は、ハイデルベルク大学の卒業生で元駐独アメリカ大使のジェイコブ・グールド・シュールマンの資金調達キャンペーンに沿って、アメリカの裕福な家庭からの寄付金によって大部分が賄われた。 新築の集会場、最大の講義室、小規模のセミナールームがあり、主に人文社会科学系の学部で使用されている。人文社会系の教育は、大部分が大学広場から徒歩10分程度離れた町の古い地区に点在する建物で行われている。各学部は、学生のための大規模な図書館や作業場を備え、セミナー等は、一般にこれらの建物で催される。

### ベルクハイムキャンパス

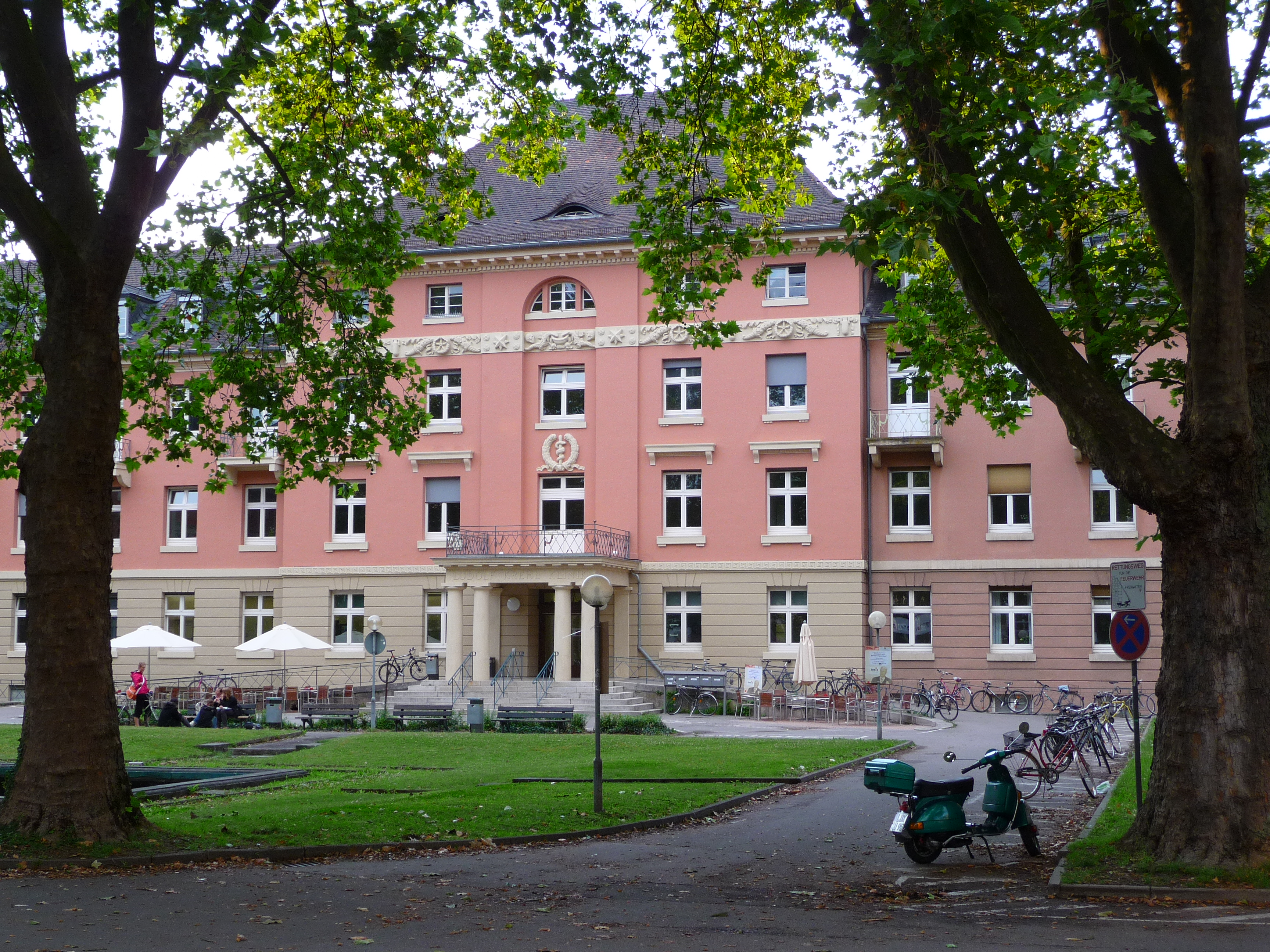
ベルクハイムキャンパス

ベルクハイムキャンパスは、ベルクハイムの郊外にある旧ルドルフ・クレア診療所跡地に位置する。2009年3月からは、旧市街キャンパスにあった経済学、政治学、社会学（旧：経済社会科学部）の研究機関が入居している。講義室一室の他、セミナールーム数室、新図書館、カフェテリアがある。

### 新キャンパス（ノイヘンハイマー・フェルト）
1960年代、大学はノイエンハイム市の近くに新キャンパス「ノイヘンハイマー・フェルト」の建設を開始した。今日では大学最大のキャンパスであり、自然科学と生命科学のためのドイツ最大のキャンパスとなっている。 ほとんどの理系学部・研究所、医学部、ハイデルベルク大学病院、大学図書館科学分館、多くの大学寮や運動施設もここにある。

### 図書館

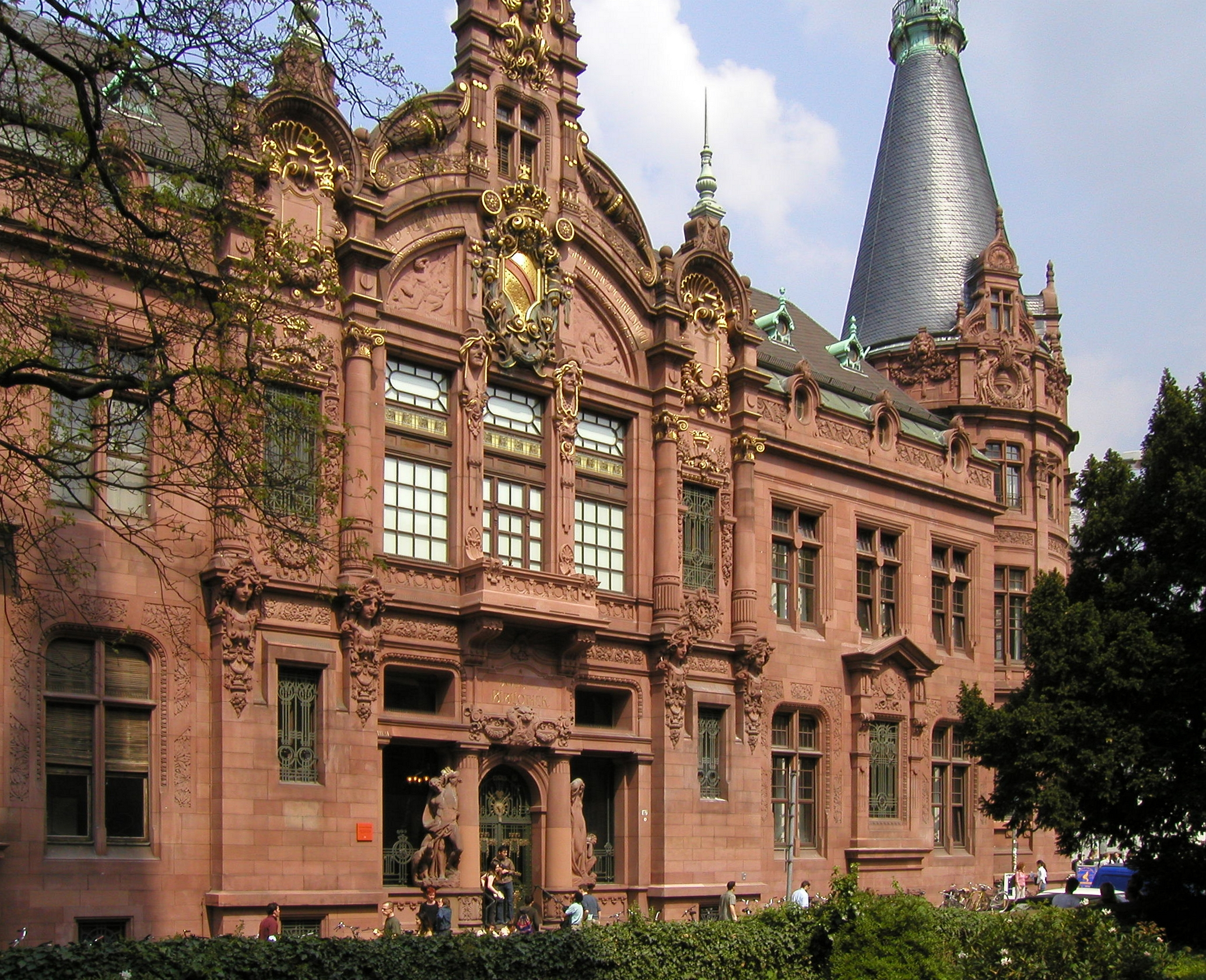
大学図書館本館。1905年築。

大学図書館は主要な図書館であり、学部や研究機関の分散型図書館と合わせて、約670万冊の印刷図書からなる総合的な大学図書館システムを構成している。現在、約320万冊の書籍、マイクロフィルムやビデオテープなどのメディア約50万冊、科学雑誌1万冊、7千点の写本（特にマネッセ写本）、1800点のインキュナブラ、11万点の自筆譜、古地図、絵画、写真のコレクションを所蔵している。さらに、83の学部・研究機関の分散型図書館には、350万冊の印刷書籍が所蔵されている。
現在の大学図書館のルーツは、1388年に初代学長マルシリウス・フォン・インゲンが、当時の大学大聖堂であったヘイリグガイストキルヒに保管されていた文書箱を購入したことにまで遡る。1978年以降、大学図書館の科学分館は、ニューキャンパスの自然科学と医学の研究所にサービスを提供している。 2016年には、大規模な改修工事が完了し、大学図書館には研究スペースが追加された。
ドイツで最も利用頻度の高い図書館であり、現在はドイツの最高の図書館ランキングで1位になっている。2005年には、大学図書館の利用者34,500人が年間140万冊の本を利用した。従来の書籍の供給は、多数の電子サービスによって補完されている。

## 世界・国内大学ランキング
- THE世界大学ランキング2025：世界47位、ドイツ3位

- 世界大学学術ランキング2025：世界51位、ドイツ3位

- QS世界大学ランキング2026：世界80位、ドイツ3位

- USニューズ&ワールド・レポート2025：世界59位、ドイツ3位タイ

- QS世界大学ランキング生命科学・医学2025：世界33位、ドイツ1位
- QS世界大学ランキング自然科学2025：世界55位、ドイツ4位
- QS世界大学ランキング人文学2025：世界66位、ドイツ4位
- THE世界大学ランキング物理科学2025：世界39位、ドイツ3位
- THE世界大学ランキング生命科学2025：世界36位、ドイツ2位
- THE世界大学ランキング医学・保健学2025：世界36位、ドイツ2位
- THE世界大学ランキング社会科学2025：世界67位、ドイツ4位
- THE世界大学ランキング人文学2025：世界37位、ドイツ5位

## 学生生活

### スポーツ

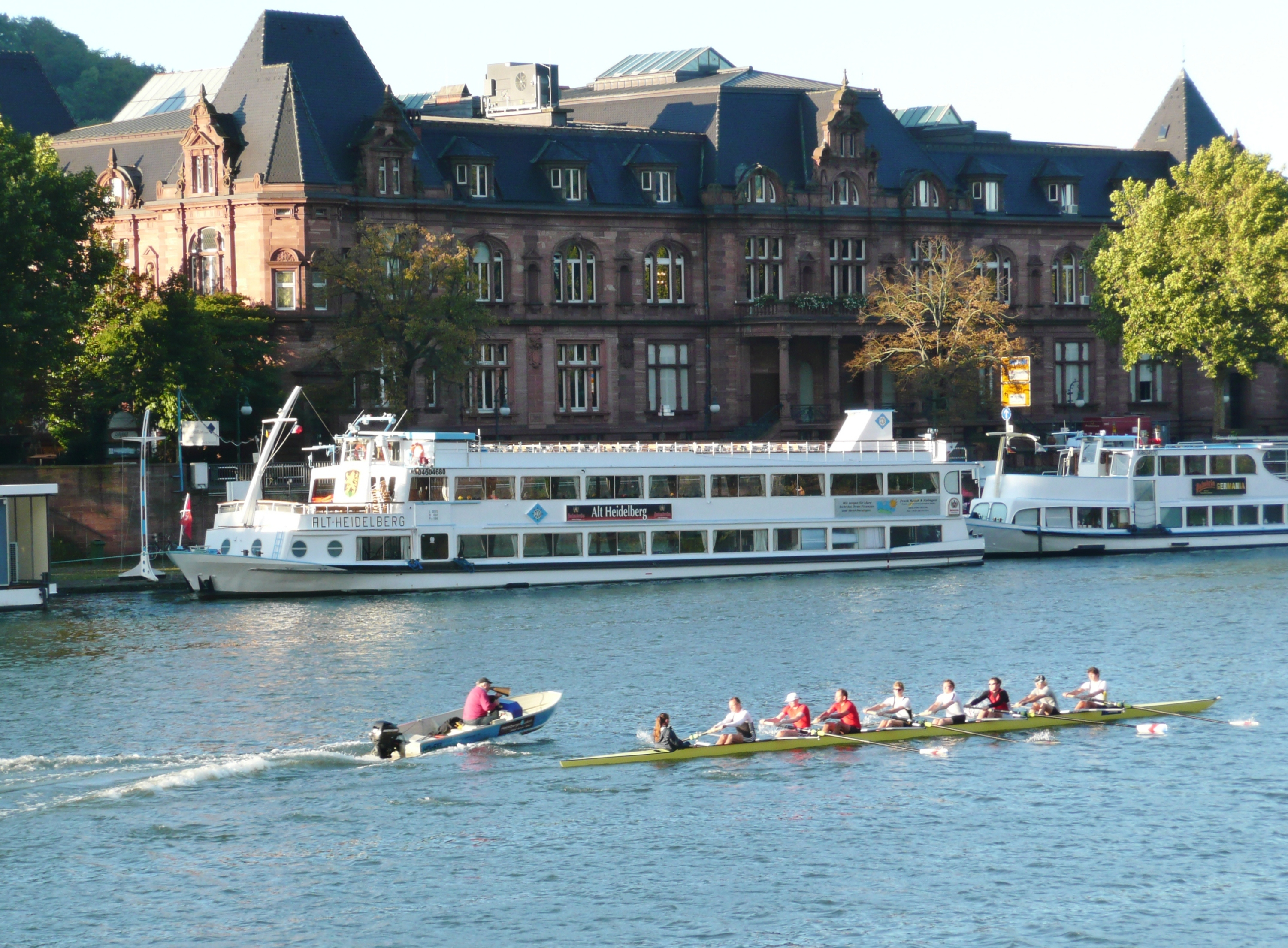
ネッカー川でボートを漕ぐ学生ら。

ハイデルベルク大学では、アメフトやバレーボールといった16競技のコートスポーツのチーム、11種類の格闘技のコース、フィットネスとボディビルの26コース、アクアパワーからヨガまでの健康スポーツの9コース、12種類のダンススタイルのグループなどが提供されており、また、馬術、セーリング、ボート競技、スキー、陸上競技、水泳、フェンシング、サイクリング、アクロバット、体操なども盛んで、ほとんどのスポーツに無料で参加できる。ハイデルベルク大の競技チームは、サッカー、バレーボール、馬術、柔道、空手、陸上、バスケットボールで特に活躍している。男子バスケットボールチームのUSCハイデルベルクは、選手権記録保持者であり、全国大会で13回の優勝を果たし、ドイツ国内リーグの2部リーグでプロレベルでプレーする唯一の大学チームである。

### 学生新聞
ハイデルベルク大の学生新聞「ルプレヒト」は、発行部数1万部を超すドイツ最大級の学生新聞である。MLP Pro Campus Press Awardによって、ドイツで最も優れた学生新聞として表彰された。主要新聞社のジャーナリストからなる審査員は、広告収入のみによる運営や大学の経営からの独立性を保っているその「バランスのとれた、しかし批判的な態度」と、「最高のプロの要求を満たす、単純に素晴らしい」レイアウトを評価した。「ルプレヒト」紙の元編集委員である著名なジャーナリストも少なくない。
一方で、各学部の合同学生委員会が運営する批判的なオンライン学生新聞「UNiMUT」は、ルプレヒトがしばしば迎合していることを批判し、いくつかの問題点を指摘している。

## 卒業生・出身者
- ヴォルフガング・ケターレ：物理学者、ノーベル物理学賞
- テオドール・ヘンシュ：物理学者、ノーベル物理学賞
- フィリップ・レーナルト：物理学者、ノーベル物理学賞
- ロベルト・ブンゼン：化学者
- ドミトリ・メンデレーエフ：化学者
- グスタフ・キルヒホフ：物理学者
- フリッツ・ハーバー：化学者、ノーベル化学賞
- ヨハネス・ハンス・イェンゼン：物理学者、ノーベル物理学賞
- カール・ヤスパース：哲学者・医学者
- オットー・ワールブルク：物理学者、ノーベル物理学賞
- ワルサー・ボーテ：物理学者、ノーベル物理学賞
- ゲオルク・ウィッティヒ：化学者、ノーベル化学賞
- アルブレヒト・コッセル：医学者、ノーベル生理学・医学賞
- リヒャルト・クーン：生化学者、ノーベル化学賞
- マックス・ヴェーバー：社会学者
- ハンナ・アーレント：政治哲学者、政治思想家
- ヘルムート・コール：ドイツ連邦首相
- ルートヴィヒ・アンドレアス・フォイエルバッハ：哲学者
- ヨーゼフ・ゲッベルス：ナチ党指導者
- ジャン・パウル：小説家
- ヨーゼフ・フォン・アイヒェンドルフ：小説家・詩人
- アルフレッド・ヴェーバー：社会学者
- ユルゲン・ハーバーマス：社会学者・哲学者
- ハンス・ゲオルク・ガダマー：哲学者
- エルンスト・カントロヴィチ：歴史家
- フォルカー・ライヒェルト: 歴史学者
- ヘルマン・フリートマン：哲学者
- カール・ヒルティ：哲学者
- ヴィルヘルム・ヴント：実験心理学の父
- シュテファン・ヘル：物理学者、ノーベル化学賞
- アルフレート・プリングスハイム：数学者
- 平田東助：政治家
- 大内兵衛：マルクス経済学者、法政大学総長
- 牛場信彦：福田内閣対外経済担当大臣、駐米日本国大使
- 橋本せつ子：セルシード社長
- 郷誠之助：日本の実業家、貴族院議員
- 芳賀力：東京神学大学学長